# Płaczliwa Turniczka

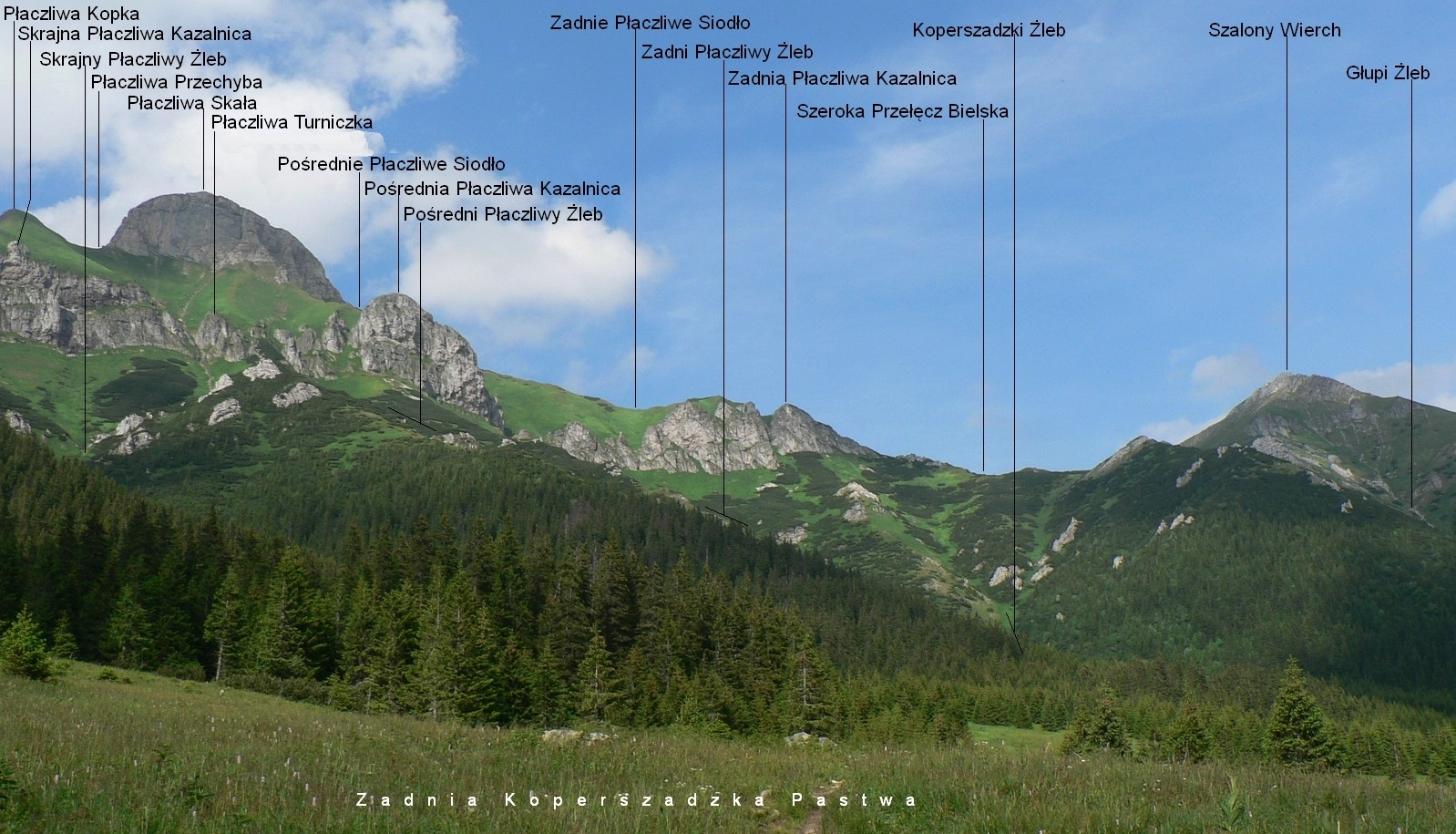

Płaczliwa Turniczka – turniczka znajdująca się na południowych, opadających do Doliny Zadnich Koperszadów stokach Płaczliwej Skały w słowackich Tatrach Bielskich. Jest środkową w grupie Płaczliwych Kazalnic, znajduje się pomiędzy Skrajną Płaczliwą Kazalnicą (na zachodzie) i Pośrednią Płaczliwą Kazalnicą (na wschodzie). Płaczliwe Kazalnice z kolei są częścią długiego pasa skał zwanego Wyżnimi Rzędami biegnącego południowymi stokami Tatr Bielskich.
Zbudowana jest jak całe Tatry Bielskie ze skał węglanowych. Znajduje się w Wyżnych Rzędach, w południowej grzędzie Płaczliwej Skały, oddzielającej Skrajny Płaczliwy Żleb od Pośredniego Płaczliwego Żlebu. Do obydwu żlebów, jak również na południe opada stromymi ściankami, ale od północy jest łatwo osiągalna.